# Szabolcs Balajcza
Szabolcs Balajcza (ur. 14 lipca 1979 w Kaposvárze) – węgierski piłkarz, grający na pozycji bramkarza. Obecnie reprezentuje barwy klubu Újpest FC.